# Никомах
Никомах из Гераса (грч. Νικομαχος ο Γερασενος) (прва половина 2. века.) био је старогрчки филозоф, представник неопитагорејства, математичар. 
Никакви биографски подаци о Никомаху нису сачувани. Године Никомаховог живота одређене су узимајући у обзир хронологију Тразила (ум. 36. г.), кога Никомах цитира, и Апулеја (124-175. г.), који је Никомаха превео на латински. Гераса, где је живео Никомах, је савремени Џераш у северном Јордану.

## Есеји
У потпуности су сачувани Увод у аритметику (Αριθμητικη εισαγωγη) и Приручник за хармонију (Αρμονικον εγχειριδιον). „Теологумен аритметике“ (Θεολογουμενα της αριθμητικης може се превести као „Богословска размишљања о бројевима“) познати су у Фотијевом препричавању и, поред тога, из фрагмената дела који су укључени у анонимно дело засновано на истоименом делу Јамвлиха са одломцима из Никомаха и Анатолија, учитеља Јамвлиха). Никомахов „Питагорин живот“ су касније користили Порфирије и Јамвлих у својим списима на исту тему. Од изгубљених дела познати су наслови Увод у геометрију, коментар на Платонову Републику и „велико дело“ о хармоници. Од последњег дела наводно је сачувано 10 фрагмената (тзв. Никомахових фрагмената) у каснијој анонимној адаптацији, коју је објавио Карл Јан.

## Учење
У својим филозофским погледима, Никомах је присталица платоновог учења, комбинованог са питагорејством. Никомах математизује платонску филозофију, комбинујући Платонову доктрину о „највишој идеји добра“, изнету у Републици, са неком врстом „више аритметике“, која се бави божанским бројевима који парадигматски постављају космички поредак свих ствари.

### „Увод у аритметику“
„Увод у аритметику” је кратак увод у проучавање „математичких” наука, у питагорејско-платонском духу. Традиција оваквог писања очигледно датира још од Платонове античке академије. У сваком случају, Ксенократ је већ поседовао дела „О бројевима” и „Теорија бројева”, која нису преживела до данас, а могла би да садрже материјал сличан ономе који је разматрао Никомах. „Излагање математичких ствари корисних за читање Платона“, које је Теон из Смирне написао отприлике у исто време кад и Никомахову „Аритметику“, садржи у свом аритметичком делу приближно исти материјал и придржава се истог стила презентације, што сугерише да присуство неких општих извора.
У прологу Аритметике (И, 1-6), Никомах дели интелигибилне ентитете на (непрекидне, интегралне, кохезивне) величине и (дискретне, сложене, смештене „као у гомили“) скупове, чије се проучавање спроводи. четири „математичке” науке – аритметика, геометрија, хармонија (односно теорија музике) и сфера (односно астрономија). За разлику од Платона (који се позива на Питагорејце) и Пост-закона, где се јединство математичких наука постулира, а не доказује, Никомах по први пут у историји развија и даје епистемолошке и онтолошке доказе о таквом јединству наука као што је τεσσαρες μεθοδοι (четири начина) сазнања постојања, то и јесте циљ филозофије. Како каже Никомах, „ове науке су мердевине и мостови који воде наш ум од онога што опажамо чулом и мишљењем до онога што се схвата мишљу и знањем; и од материјалних и телесних ствари које су нам познате и познате од детињства – до необичних и туђих нашим осећањима, али су њихова нематеријалност и вечност сродни нашој души и, што је још важније, уму који се у њима налази” (1, 6, 6). Средњовековни квадривиус је, дакле, родио Никомах у специфичном филозофском контексту, који нема ништа заједничко са уобичајеним „наставним планом и програмом“.
Никомах аритметику назива најстаријом науком, јер она „претходи другим наукама у уму бога творца као извесни космички и узорни план, ослањајући се на који, као основа и оригинални модел, творац васељене наређује своје материјалне творевине и води их ка одговарајућим циљевима; а и зато што је по својој природи прворођена, јер се њеним уништењем уништавају и друге науке, али она сама није уништена заједно са њима“ (1, 4, 2).
„Научни број“ (επιστημονικος αριθμος) који се сматра у аритметици, Никомах проглашава божанском парадигмом космичке хармоније: „Овај број је само мисао, и нематеријалан је у сваком погледу, али никада није вечан. да је у складу са њим, у складу са планом стварања, створено време, кретање, небо, звезде и свака врста обртања [небеских тела]“ (1, 6, 1).
Затим, Никомах прелази на разматрање аритметике апсолутних величина (1, 7-16), која укључује парне и непарне, једноставне и сложене, сувишне, недовољне и савршене бројеве. Описује Ератостеново сито за добијање простих бројева, као и алгоритам за секвенцијално међусобно одузимање за проналажење највећа заједничка садржаоца два броја и техника за конструисање чак и савршених бројева. У аритметици релативних величина (1, 17 - 2, 5) уведена је класификација нумеричких релација и описан алгоритам за проширење свих нумеричких релација из релације једнакости. Затим Никомах прелази на разматрање фигурираних бројева: полигоналних, пирамидалних, равних и чврстих (2, 6-20). „Увод“ (2, 21-29) завршава се расправом о бројчаним пропорцијама.
Представљање аритметичких чињеница у „Уводу” је лишено доказа, уместо тога дају се примери са одређеним бројевима, што понекад доводи до нетачних тврдњи. Тако се у 2, 28 уводи просек, супротан хармонијском, у коме је „већи од три члана повезан са мањим, као што је разлика између мањих чланова повезана са разликом између веће.”
Број занима Никомаха као теоријског филозофа као уређену основу свих ствари. У овом случају, један се испоставља као „почетак”, „корен”, „семе” и „мајка” нумеричког скупа, који се из њега одвија по одређеном правилу. Пре свега, на овај начин се само бројање одвија као „ток количине састављен од јединица“. Али одређене врсте бројева су распоређене на исти начин.
Проучавање аритметике за Никомаха има изражен етички карактер. Описујући алгоритам за одвијање свих нумеричких односа са релације једнакости и обрнутог свођења свих неједнакости на једнакост, Никомах закључује овај опис следећим закључком: „Рационални део душе доводи у ред неразумни део, своје импулсе и склоности. повезује са две врсте неједнакости, и кроз рефлексију је своди на једнакост и идентитет. А за нас из ове једначине директно произилазе такозване етичке врлине, а то су разборитост, храброст, благост, самоконтрола, уздржаност и сличне особине“ (1, 23, 4-5).
У антици је Никомахов „Увод у аритметику” више пута коментарисан (сачувани су коментари Јамвлиха, Асклепија из Трала, Јована Филопона, а познати су и коментари Сотерика и Херона). Убрзо након Никомахове смрти, Апулеј је превео Аритметику на латински. Боетије је поново превео „Аритметику” и објавио је у сопственом издању (са додацима и тумачењима). Никомахова аритметика служила је као извор математичких информација за Маркијана Капела, Касиодора, Исидора Севиљског и касније научнике; на њој се заснивало учење аритметике у квадривијалном циклусу средњовековних универзитета. Постоји и превод Никомахове „Аритметике“ на арапски, који је направио Табит ибн Кора (2. половина 9. века).

### „Богослов аритметике“
Теологумен аритметике је расправљао о симболичком значењу првих десет бројева. Прва књига била је посвећена прва четири броја, књига 2 преосталим бројевима до десет. Сваки број је разматран како у односу на његова појединачна математичка својства, тако и у односу на физичке, етичке и теолошке објекте који су му упоређени. Према Никомаху, „Бог одговара јединици, јер он брзо почиње све што постоји у природи, као што јединица почиње у броју“; она потенцијално уједињује ствари које заправо изгледају као супротности, упија у себе „почетак, средину и крај целине“, као што је јединица „почетак, средина и крај количине и величине“. Без једног, није могуће ни постојање ни знање: оно „стоји на челу свих ствари, као чиста светлост, у облику сунца и водећи, тако да је у свему томе као Бог“ (3.1-14 де Фалцо). Јединица, како је овде описује Никомах, идентична је идеји добра у 4. књизи Платонове Републике.
Даље, двојство је почетак и корен другости, и оно је супротстављено јединству, као што је материја супротстављена облику и Богу. Тројство је основа пропорционалности, јер је пропорционалност средина између вишка и мањка. Тетрада је „све што постоји у свету уопште и у деловима“. И тако даље до десет, што симболизује „природну равнотежу, пропорционалност и савршен интегритет“.
Захваљујући презентацији трактата сачуваног у Фотијевој библиотеци, познато је да је Никомах у свом делу такође покушао да упореди бројеве првих десет са пантеоном грчких богова и богиња, на основу схватања „ особена и специфична количина” сваког броја. Као резултат тога, сваки од бројева је био повезан са листама не мање од 150 божанстава, митолошких ликова и концепата.

### "Водич за хармонију"
Никомахова књига Водич за хармонију је мањег обима. По ободу минијатура Написано је у хексаметрима:
    Платон, највиши од ових филозофа, учи,
    Како једнакост неједнаког даје Једно у звуцима.
    У теорији, Никомах га ревносно прати.
„Водич за хармоније“ је сажета расправа о хармонији, заснована углавном на питагорејским традицијама древне музичке науке. На почетку, обраћајући се „најплеменитијој дами“, Никомах каже да пише „у журби“, обећавајући да ће накнадно написати „велики есеј“, изграђен „са свом потпуношћу закључака неопходних за читаоца“, уз учешће „најпознатијих и најпоузданијих сведочанстава древних људи“. Није познато да ли је „велико дело“ икада написано или је Никомахово избегавање позивања било само средство у реторици епистоларног жанра. Реторика вероватно укључује и обећање да ће се предмет хармоније у будућности представити „у тачном складу са планом самог Учитеља – не онако како су Ератостен и Трасил записали из друге руке, већ како су то пренели Тимеј из Локрисе, што је Платон пратио“ (гл. 11, 6).